# 9350 Waseda
9350 Waseda (1991 TH2) là một tiểu hành tinh vành đai chính được phát hiện ngày 13 tháng 10 năm 1991 bởi M. Hirasawa và S. Suzuki ở Nyukasa.